# Archimantis latistyla
Archimantis latistyla es una especie de mantis de la familia Mantidae.

## Distribución geográfica
Se encuentra en Australia.